# Sabotage (Black Sabbath)
Sabotage è il sesto album del gruppo heavy metal Black Sabbath, pubblicato nel luglio del 1975 per le etichette Vertigo Records e Warner Bros. L'album ha venduto oltre 1 800 000 copie in tutto il mondo.

## Il disco
Secondo il cantante Ozzy Osbourne, questo album segnò l'inizio di quello che lui descrisse come l'ossessione del chitarrista Tony Iommi per la produzione in studio. Richiese in effetti molto più tempo sia per la produzione che per la registrazione di qualsiasi disco precedente del gruppo, diventando l'album dei Black Sabbath più costoso al tempo (il primo album richiese solo seicento sterline e tre giorni).
Questo lavoro diede inizio a una serie di disaccordi tra i fan della band sul cambiamento musicale intrapreso dalla band.
Sabotage segue infatti la scia dell'album precedente utilizzando intensamente sintetizzatori, effetti psichedelici e sonorità particolari per il gruppo come gli arrangiamenti vocali in stile russo nel brano Supertzar.
Tuttavia, all'interno dell'album non mancano alcuni brani dalle sonorità decisamente heavy metal caratteristiche dei primi tempi, come Hole in the Sky o Symptom of the Universe.
La peculiarità che rende quest'album più unico che raro è il fatto di essere uno dei più pesanti realizzati dalla formazione originale e uno dei più sperimentali e progressivi. Le variazioni all'interno di uno stesso brano risultano talvolta insolite, come nel caso della citata Symptom of the Universe il cui riff principale, particolarmente aggressivo, è stato in seguito considerato da alcuni come antesignano del thrash metal, ma a metà canzone le sonorità rock cessano e ha inizio una coda di chitarre acustiche.
Per queste ragioni i fan del gruppo sono divisi a metà riguardo all'importanza dell'album nella discografia del gruppo, ma Sabotage si è comunque guadagnato lo status di disco "cult" da molti fan hard rock o heavy metal e ha fatto la sua parte per lo sviluppo dell'hard rock, riuscendo a stupire per la versatilità che la band vi ha impresso e per la capacità di passare da brani heavy metal a pezzi psychedelic rock, come l'orecchiabile Am I Going Insane (Radio).
Su alcune delle prime stampe su vinile e cassetta, e su tutte le versioni CD rimasterizzate, vi è una breve traccia nascosta di 23 secondi, registrata a basso volume, intitolata Blow on a Jug dopo la fine dell'ultimo pezzo (The Writ), nella quale si possono ascoltare Ozzy Osbourne e Bill Ward canticchiare storpiatamente una parodia accompagnati da un pianoforte.

### Riconoscimenti
Nel giugno del 2017 la rivista Rolling Stone ha collocato l'album alla trentaduesima posizione dei 100 migliori album metal di tutti i tempi.

## Tracce
Tutti i brani sono stati composti da Ozzy Osbourne, Tony Iommi, Geezer Butler e Bill Ward

### LP originale
Lato A
1. Hole in the Sky – 4:00
2. Don't Start (Too Late) – 0:49
3. Symptom of the Universe – 6:28
4. Megalomania – 9:40

Lato B
1. The Thrill of It All – 5:52
2. Supertzar – 3:42
3. Am I Going Insane (Radio) – 4:15
4. The Writ/Blow on a Jug – 8:30

## Cover
- Symptom of the Universe è stata reinterprata dal gruppo thrash/groove metal brasiliana Sepultura nella raccolta di cover dei Black Sabbath Nativity in Black.
- Hole in the Sky è stata reinterpretata dai Machine Head (nella seconda edizione della raccolta Nativity in Black, intitolata Nativity in Black II), dai Pantera, e dai Metallica, che la suonarono sul palco della cerimonia d'introduzione alla Rock and Roll Hall of Fame.
- Megalomania è stata reinterpretata dai Venom nell'album Prime Evil.

## Formazione
Gruppo
- Ozzy Osbourne - voce
- Tony Iommi - chitarra
- Geezer Butler - basso
- Bill Ward - batteria

Altri musicisti
- Gerald Woodruffe - tastiere
- English Chamber Choir (diretto da Will Malone) - cori nel brano Supertzar

Personale tecnico
- Mike Butcher - produzione, ingegneria del suono
- Robin Black - ingegneria del suono
- Dave Harris - operatore nastri
- Graham Wright - concept copertina

## Personale tecnico
- David Harris - tecnico del suono